# Michał Świdziński
Michał Świdziński herbu Półkozic (ur. 1736, zm. 17 sierpnia 1788 w Klwowie) – kasztelan radomski w 1772 roku, rotmistrz powiatu radomskiego w 1764 roku, starosta radomski w latach 1754–1772.

## Życiorys
Był synem Stanisława, od ojca otrzymał starostwo lityńskie na Podolu wymienił je 2 stycznia 1758 na prośbę szwagra Kazimierza Granowskiego i za zgodą króla Augusta III (dokument królewski z dnia 17 grudnia 1754) na starostwo radomskie. 7 listopada 1758 otrzymał przywilej urzędu pokojowego (łac. cubicularii), a 7 grudnia 1758 otrzymał nominację na pułkownika wojsk koronnych. Poseł województwa sandomierskiego na sejm 1760 roku. W 1764 roku był elektorem Stanisława Augusta Poniatowskiego z województwa sandomierskiego. Na mocy zezwolenia ostatniego monarchy 13 maja 1772 został mianowany kasztelanem radomskim i jako kasztelan został senatorem.
21 lutego 1759 poślubił Barbarę Korwin-Krasińską h. Ślepowron (1740–1789) z tego małżeństwa na świat przyszło dwóch synów: Jan Nepomucen i Kajetan oraz sześć córek: Aniela (Angela), Zofia, Bona, Marianna, Franciszka i Krystyna. W 1779 w posiadłości Starawieś będącej posagiem żony założył jedną z pierwszych w Rzeczypospolitej Kasę Powszechną z kapitałem zakładowym 1500 złotych polskich. Pochowany w grobowcu rodzinnym w kościele w Klwowie.